# Jiří Zídek
Jiří Zídek, detto George (Gottwaldov, 2 agosto 1973), è un ex cestista ceco, professionista nella NBA e in Europa.
È il figlio di Jiří Zídek sr.

## Carriera
È stato il primo ceco in assoluto ad aver giocato in NBA. Vi esordì nel 1995 (anno in cui venne scelto al Draft) con gli Charlotte Hornets.

## Palmarès
- Campione NCAA (1995)
- Campionato lituano: 1

Žalgiris Kaunas: 1998-99
- Campionato tedesco: 1

Alba Berlino: 2001-02
- Campionato ceco: 2

ČEZ Nymburk: 2003-04, 2004-05
- Coppa di Germania: 1

Alba Berlino: 2002
- Coppa della Repubblica Ceca: 2

ČEZ Nymburk: 2004, 2005
- Coppa dei Campioni: 1

Žalgiris Kaunas: 1998-99
- Lega Nord Europea NEBL: 1

Žalgiris Kaunas: 1999